# Roskilde Universitetsbibliotek
Roskilde Universitetsbibliotek er et bibliotek tilknyttet Roskilde Universitet på Sjælland. Den nuværende bygning fra 2001 er tegnet af Henning Larsen Architects og er placeret ved siden af hovedindgangen til universitetet. Bibliotekets ene længe har en stor glasfacade med udsyn til en lille sø, træer og universitets campus. Grundarealet er 7.600 m2 og indeholder udlånsfaciliteter, læsesal, opholdsrum og kontorer til administration. Biblioteket er møbleret med specialdesignede reoler med indbyggede belysningsarmaturer, tegnet af Henning Larsen Architects' designafdeling.